# Chocódvärgtyrann
Chocódvärgtyrann (Zimmerius albigularis) är en fågel i familjen tyranner inom ordningen tättingar.

## Utbredning
Fågeln förekommer i sydöstra Colombia (Nariño) och västra Ecuador (söderut till sydvästra Guayas).

## Status
IUCN kategoriserar arten som livskraftig.

## Namn
Chocó är ett område i nordvästra Colombia tillika ett departement. Släktesnamnet Zimmerius hedrar amerikanske ornitologen John Todd Zimmer.